# Szare
Szare is een plaats in het Poolse district  Żywiecki, woiwodschap Silezië. De plaats maakt deel uit van de gemeente Milówka en telt 980 inwoners.